# Galgenberg, Oberstinkenbrunn
Galgenberg är en kulle i Österrike.   Den ligger i distriktet Hollabrunn och förbundslandet Niederösterreich, i den nordöstra delen av landet, 50 km norr om huvudstaden Wien. Toppen på Galgenberg är 313 meter över havet.
Terrängen runt Galgenberg är huvudsakligen platt. Närmaste större samhälle är Hollabrunn, 12,7 km sydväst om Galgenberg. 
Trakten runt Galgenberg består till största delen av jordbruksmark. Runt Galgenberg är det ganska tätbefolkat, med 86 invånare per kvadratkilometer.